# Josiah Wedgwood
Josiah Wedgwood (bautizado en Burslem (Inglaterra), 
12 de julio de 1730-Etruria (Inglaterra), 3 de enero de 1795) fue un famoso alfarero y diseñador inglés en el siglo XVIII, fundador de la firma Wedgwood.

## Biografía
Nació en una familia que venía trabajando la alfarería desde el XVII, era el menor de 12 hermanos. Al morir su padre en 1739 comenzó a trabajar en la fábrica familiar y tras un periodo de aprendizaje de cinco años, Josiah decidió asociarse con un alfarero reconocido, Thomas Whieldon. Hacia 1754 comenzó a registrar sus experimentos alfareros y entre ellos estaba la fórmula del vidrio verde. 
En 1759 puso una fábrica propia en Ivy House Works, en la que comenzó a fabricar una especie de cerámica de aspecto bastante nuevo, con un esmalte brillante y lujoso. Esto atrajo la atención de la reina Carlota, que encargó unos servicios de té y café de color tostado de ese material. En 1765 Josiah recibió el permiso para bautizar el material como la cerámica de la reina.
Al aumentar la demanda, Wedgwood decidió trasladar su empresa a un edificio de mayores dimensiones: Brick House Works en Burslem. Allí comenzó a mejorar sus métodos de producción y de mercado comercial. También empezó a experimentar más con su cerámica, utilizando óxidos para imitar piedras preciosas. En 1768 se asoció con el mercader de Liverpool Thomas Bentley para dar salida a sus nuevas cerámicas coloreadas estilo neoclásico.
En 1769 fundó la fábrica de Etruria (Staffordshire); la primera fábrica en instalar una máquina de vapor para la fabricación de piezas cerámicas con ayuda de moldes. En 1774 presentó sus piezas de camafeo Jasper ware. Artistas como George Stubbs o John Flaxman diseñaron modelos para esas piezas.
En el siglo XXI la fábrica de los hermanos Wedgwood continúa fabricando vajillas y objetos decorativos.
Fue el abuelo materno de Charles Darwin y abuelo paterno de su esposa Emma Wedgwood.